# Golden (LP)
Golden è un singolo della cantautrice statunitense LP, pubblicato il 10 maggio 2023 come primo estratto dall'album in studio Love Lines.

## Video musicale
Il video musicale, diretto da Stephen Schofield, è stato pubblicato in concomitanza della sua uscita attraverso il canale YouTube della cantautrice.

## Tracce
1. Golden (Addal Remix) – 2:35